# Club Zero
Club Zero es una película de suspenso dramático de 2023, dirigida y producida por Jessica Hausner, a partir de un guion de Hausner y Géraldine Bajard. Está protagonizada por Mia Wasikowska, Mathieu Demy, Elsa Zylberstein, Amir El-Masry y Sidse Babett Knudsen.
La película fue seleccionada para competir en la 76.ª edición del Festival de Cannes, donde compitió en la sección oficial por la Palma de Oro.

## Sinopsis
Una maestra de una escuela de élite forma un vínculo con cinco estudiantes, lo que da un giro impactante cuando su acercamiento al ayuno intermitente va demasiado lejos.

## Producción
En febrero de 2022, se anunció que Mia Wasikowska se había unido al elenco de la película, con Jessica Hausner dirigiendo y produciendo un guion de ella y Géraldine Bajard. En agosto de 2022, Sidse Babett Knudsen, Amir El-Masry, Mathieu Demy, Elsa Zylberstein, Luke Barker, Amanda Lawrence, Sam Hoare, Keeley Forsyth, Lukas Turtur, Camilla Rutherford, Samuel D. Anderson, Florence Baker, Ksenia Devriendt y Gwen Currant se unió al elenco de la película.

## Premios y nominaciones
| Premio/Festival de Cine | Fecha del evento             | Categoría                        | Nominado | Resultado | Ref.  |
| ----------------------- | ---------------------------- | -------------------------------- | -------- | --------- | ----- |
| Festival de Cannes      | del 16 al 27 de mayo de 2023 | Palma de Oro a la Mejor película | Rapito   | Pendiente | [ 2 ] |